# Mick Wingert
Mick Wingert, född 4 juli 1974 i Lemoore i Kalifornien, är en amerikansk skådespelare.